# Averchie Valahul
Averchie Valahul (în greacă Αβέρκιος ὁ βλάχος, transliterat: Avérkios ho Vláchos), pe numele de mirean Atanasie Iaciu Buda, a fost un călugăr aromân, egumenul (starețul) Mănăstirii Iviru de la Muntele Athos în a doua jumătate a secolului al XIX-lea.